# Lonchocarpus gillyi
Lonchocarpus gillyi är en ärtväxtart som beskrevs av Cyrus Longworth Lundell. Lonchocarpus gillyi ingår i släktet Lonchocarpus och familjen ärtväxter. Inga underarter finns listade i Catalogue of Life.